# Yudelmis Domínguez
Pour les articles homonymes, voir Domínguez.
Domínguez  Masague est un nom espagnol. Le premier nom de famille, en général paternel, est Domínguez ; le second, en général maternel, souvent omis, est Masague.
Yudelmis Domínguez Masague (née le 19 janvier 1985) est une coureuse cycliste cubaine, spécialiste de la piste.

## Palmarès sur piste

### Championnats du monde
- Minsk 2013
  - 7e de la course aux points[1].
  - 8e de la poursuite individuelle[2].
- Cali 2014
  - 10e de la course aux points[3].
  - 14e de la poursuite individuelle[4].
- Saint-Quentin-en-Yvelines 2015
  - 13e de la poursuite par équipes (avec Marlies Mejías, Yoanka González et Yumari González)[5].

### Coupe du monde
- 2007-2008
  - 3e de la poursuite par équipes à Pékin
- 2008-2009
  - 1re de la poursuite par équipes à Cali
- 2012-2013
  - 3e de la course aux points à Aguascalientes

| - Mar del Plata 2005 - Médaillée d'argent de la course aux points - São Paulo 2006 - Médaillée de bronze de la poursuite individuelle - México 2009 - Médaillée d'or de la poursuite par équipes - Médaillée de bronze de la poursuite individuelle - Aguascalientes 2010 - Médaillée d'argent de la poursuite par équipes - Medellín 2011 - Médaillée d'or de la poursuite par équipes - Médaillée d'argent de la poursuite individuelle - Mexico 2013 - Médaillée d'or de la poursuite par équipes - Médaillée d'or de la course aux points - Médaillée d'argent de la poursuite individuelle - Médaillée de bronze de la course scratch - Aguascalientes 2014 - Médaillée d'argent de la poursuite par équipes - Sixième de la poursuite individuelle | - Guadalajara 2011 - Médaillée d'argent de la poursuite par équipes - Veracruz 2014 - Médaillée d'or de la poursuite par équipes - Médaillée d'argent de la poursuite individuelle - Médaillée d'argent de la course aux points - Barranquilla 2018 - Médaillée d'or de la poursuite par équipes - Médaillée d'or de l'américaine |

## Palmarès sur route
- 2006
  -  Médaillée de bronze du contre-la-montre aux Jeux d'Amérique centrale et des Caraïbes[7]
  - 3e du championnat de Cuba sur route
- 2010
  -  Championne de Cuba sur route
  - 2e du championnat de Cuba du contre-la-montre
- 2011
  -  Médaillée de bronze de la course en ligne  aux Jeux panaméricains
- 2017
  - 3e du championnat de Cuba du contre-la-montre
- 2018
  -  Championne de Cuba sur route
  -  Médaillée d'argent de la course en ligne aux Jeux d'Amérique centrale et des Caraïbes
  - 3e du championnat de Cuba du contre-la-montre